# Stig Dagerman

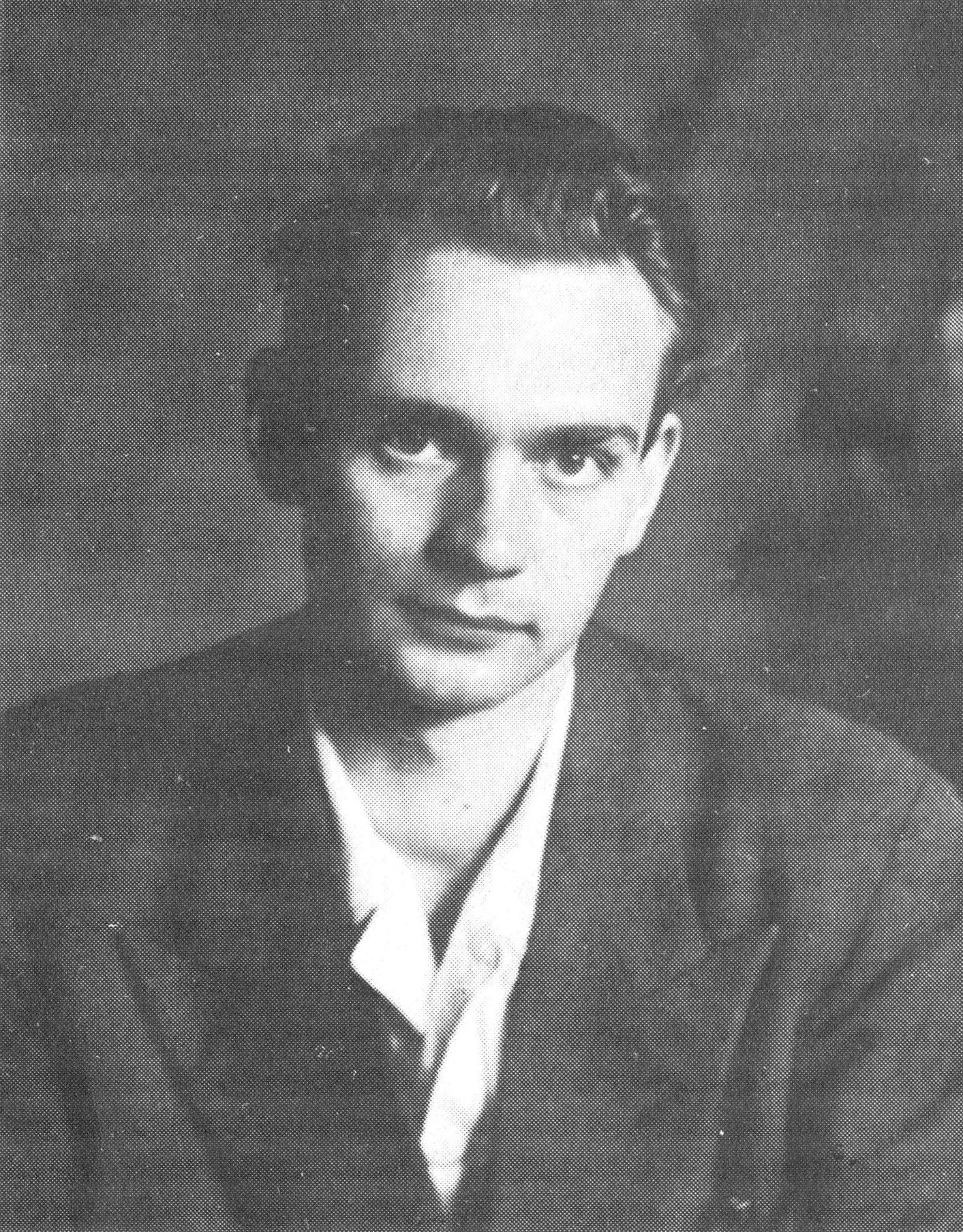
Stig Dagerman (ca. 1940)

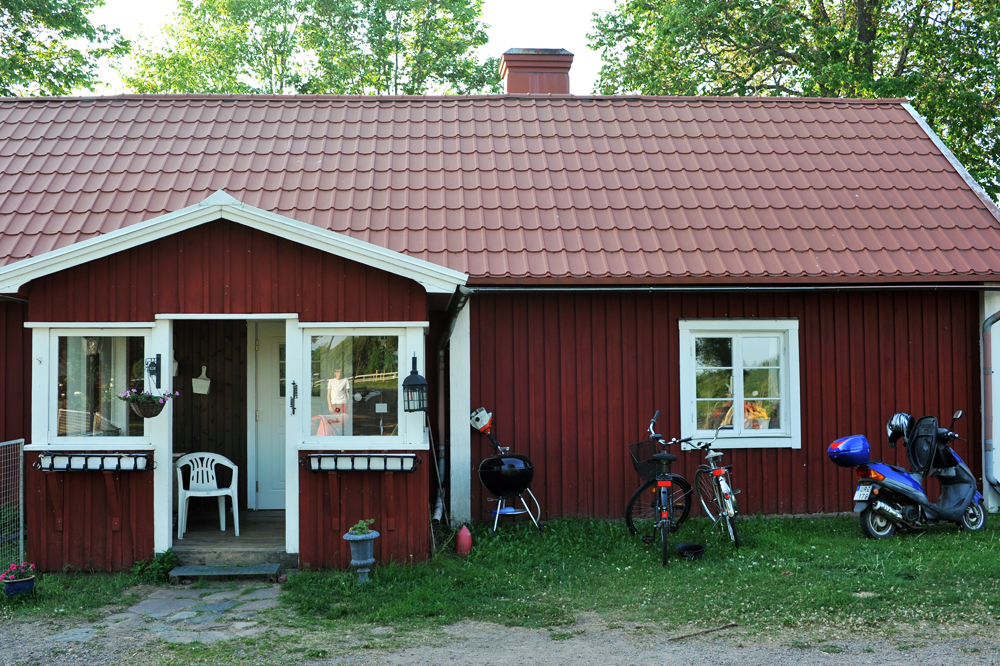
In dit huis in Älvkarleby groeide Dagerman op.

Stig Halvard Dagerman (pseudoniem van Stig Halvard Jansson) (Älvkarleby, 5 oktober 1923 - Danderyd, 5 november 1954) was een Zweedse schrijver, dichter en journalist.

## Leven en werk
Enige maanden na zijn geboorte verliet zijn moeder de boerderij en haar kind om nooit terug te keren. Omdat zijn vader geen mogelijkheden en middelen had om hem op te voeden groeide Stig op bij zijn grootouders in Älvkarleby. In tegenstelling tot verhalen die de ronde doen omschreef Stig zijn kinderjaren als de gelukkigste periode van zijn leven.
Van zijn tienerjaren tot zijn dood voelde hij zich aangetrokken tot het syndicalisme. Hij vestigde zich in Stockholm en werd lid van Sveriges Syndikalistiska Ungdomsförbund (SUF), de syndicalistische jeugdfederatie waar hij zijn talent als schrijver ontwikkelde. Hij werd redacteur van de jongerenkrant van de beweging, Storm. Later trad hij toe tot de redactie van Arbetaren (De werker), het dagblad van Sveriges Arbetares Centralorganisation (SAC), de syndicalistische beweging. Hier vond hij de intellectuele omgeving waarin hij zijn polemische gaven kon ontwikkelen. Hij noemde Arbetaren zijn 'geestelijke geboorteplaats'. In deze periode schreef hij ook meer dan duizend gedichten, vaak met een satirische inslag.
Toen Dagerman zijn militaire dienstplicht vervulde woedde in de rest van Europa de Tweede Wereldoorlog. In zijn vroege werk spelen zijn ervaringen tijdens de mobilisatie een belangrijke rol. Hij was 22 jaar oud toen hij zijn debuut maakte met de roman Ormen (De slang). Dit was een los geconstrueerde vertelling met horror als belangrijkste thema. De critici waren opgewonden en Dagerman kreeg een reputatie als briljant auteur. Hij nam ontslag bij Arbetaren en werd fulltime schrijver. In de volgende vier jaren produceerde hij een grote hoeveelheid literatuur. Zijn tweede roman, De dömdas ö (Het eiland der verdoemden) verscheen in 1946. Hij geldt als de belangrijkste vertegenwoordiger van de 'Fyrtiotalisterna', de schrijvers van de jaren veertig. Zijn werk is wel vergeleken met dat van Franz Kafka, William Faulkner en Albert Camus. Hij ontving in 1946 de prestigieuze literatuurprijs van Svenska Dagbladet.

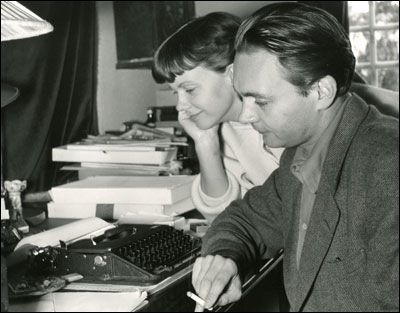
Stig Dagerman en Anita Björk

In 1953 trouwde Dagerman met de actrice Anita Björk. Zij hadden toen al een dochter. Het huwelijk duurde niet lang, want in 1954 pleegde de door depressies geplaagde Dagerman zelfmoord in de garage van zijn huis. Dit werd een literair thema in het werk van andere schrijvers, onder wie Jeroen Brouwers.

## Stig Dagermanprijs
In 1996 is in Zweden de Stig Dagermanprijs ingesteld, bedoeld voor een persoon of organisatie die in de geest van Stig Dagerman opkomt voor het vrije woord en het wederzijds begrip tussen culturen bevordert. Als motto dient Dagermans gedicht En dag om året (Een dag per jaar), dat een visioen beschrijft waarbij één dag per jaar de wereld vrij is van geweld en de mensheid in vrede leeft. De jaarlijkse uitreiking vindt begin juni plaats in Älvkarleby.

## Over Stig Dagerman
- Jeroen Brouwers: De levende stilte van Stig Dagerman (essay)
- Laurie Thompson: Stig Dagerman

- Bibsys: 90249528
- Biblioteca Nacional de España: XX900545
- Bibliothèque nationale de France: cb118984190 (data)
- Catàleg d'autoritats de noms i títols de Catalunya: 981058507717906706
- CiNii: DA0494215X
- Digitale Bibliotheek voor de Nederlandse Letteren: dage003
- Gemeinsame Normdatei: 118670875
- International Standard Name Identifier: 0000 0001 0879 2303
- Library of Congress Control Number: n79148064
- MusicBrainz: 43802c7f-a38f-49b2-9d3e-bd9b93ea5298
- Nationale Bibliotheek van Tsjechië: jn20000703043
- Nationale bibliotheek van Australië: 36540596
- Nationale Bibliotheek van Israël: 987007348356305171
- Nederlandse Thesaurus van Auteursnamen: 070420807
- Istituto Centrale per il Catalogo Unico: CFIV014869
- LIBRIS: 183061
- Système universitaire de documentation: 026808927
- Trove: 1281238
- Virtual International Authority File: 24600187
- WorldCat: E39PBJgt4DY6Yk4qGT3JxH8Bfq